# Jan Duch
Jan Duch (ur. 14 maja 1888 w Borszczowie, zm. ?) – major dyplomowany piechoty Wojska Polskiego.

## Życiorys
Urodził się 14 maja 1888 w Borszczowie jako syn Józefa.
W czasie I wojny światowej walczył w szeregach pułku piechoty Nr 18. Na stopień porucznika został mianowany ze starszeństwem z 1 sierpnia 1916 roku w korpusie oficerów rezerwy piechoty.
19 sierpnia 1920 roku został zatwierdzony z dniem 1 kwietnia 1920 roku w stopniu kapitana, w piechocie, w grupie oficerów byłej armii austro-węgierskiej. Pełnił wówczas służbę w 1 pułku strzelców podhalańskich. 1 czerwca 1921 roku pełnił służbę w Dowództwie Okręgu Generalnego „Poznań”, a jego oddziałem macierzystym był nadal 1 pułk strzelców podhalańskich. 14 listopada 1921 roku został przydzielony do Wyższej Szkoły Wojennej w Warszawie, w charakterze słuchacza Kursu Normalnego 1921–1923. 3 maja 1922 roku został zweryfikowany w stopniu kapitana ze starszeństwem z dniem 1 czerwca 1919 roku i 380. lokatą w korpusie oficerów piechoty, a jego oddziałem macierzystym był 4 pułk strzelców podhalańskich. Z dniem 1 października 1923 roku, po ukończeniu kursu i otrzymaniu dyplomu naukowego oficera Sztabu Generalnego, przydzielony został do Oddziału V Sztabu Generalnego. W latach 1924–1926 pełnił służbę w Oddziale I SG, pozostając oficerem nadetatowym 69 pułku piechoty w Bydgoszczy. 1 grudnia 1924 roku został awansowany na majora ze starszeństwem z dniem 15 sierpnia 1924 roku i 111. lokatą w korpusie oficerów piechoty. Z dniem 2 września 1926 roku został przeniesiony do 38 pułku piechoty Strzelców Lwowskich w Przemyślu na stanowisko dowódcy II batalionu. W marcu 1927 roku minister spraw wojskowych przyznał mu na okres 5 lat tytuł wojskowego tłumacza z języka angielskiego. W kwietniu 1928 roku został przeniesiony do kadry oficerów piechoty z równoczesnym przeniesieniem służbowym do Powiatowej Komendy Uzupełnień Przemyśl w celu odbycia praktyki poborowej. W listopadzie tego roku ogłoszono jego przeniesienie do PKU Łuniniec na stanowisko komendanta. W marcu 1929 roku został zwolniony z zajmowanego stanowiska i oddany do dyspozycji dowódcy Okręgu Korpusu Nr IX. Z dniem 31 sierpnia 1929 roku został przeniesiony w stan spoczynku.
W 1934 roku pozostawał w ewidencji Powiatowej Komendy Uzupełnień Warszawa Miasto III. Posiadał przydział do Oficerskiej Kadry Okręgowej Nr I. Był wówczas „przewidziany do użycia w czasie wojny”.

## Ordery i odznaczenia
- Krzyż Walecznych[20]
- Signum Laudis Brązowy Medal Zasługi Wojskowej z mieczami na wstążce Krzyża Zasługi Wojskowej (Austro-Węgry)[21]
- Krzyż Wojskowy Karola (Austro-Węgry)[21]